# Lactarius deliciosus
El mízcalo, níscalo, robellon, rebellón, de nombre científico Lactarius deliciosus, es un hongo basidiomiceto comestible, de la familia Russulaceae. Es muy común en España, Argentina y Uruguay, crece en pinares y bosques mixtos. Su seta o cuerpo fructífero aflora en otoño, y es muy apreciada en gastronomía. El basónimo de esta especie es Agaricus deliciosus L. 1753. El epíteto específico, deliciosus, significa «delicioso».

## Características

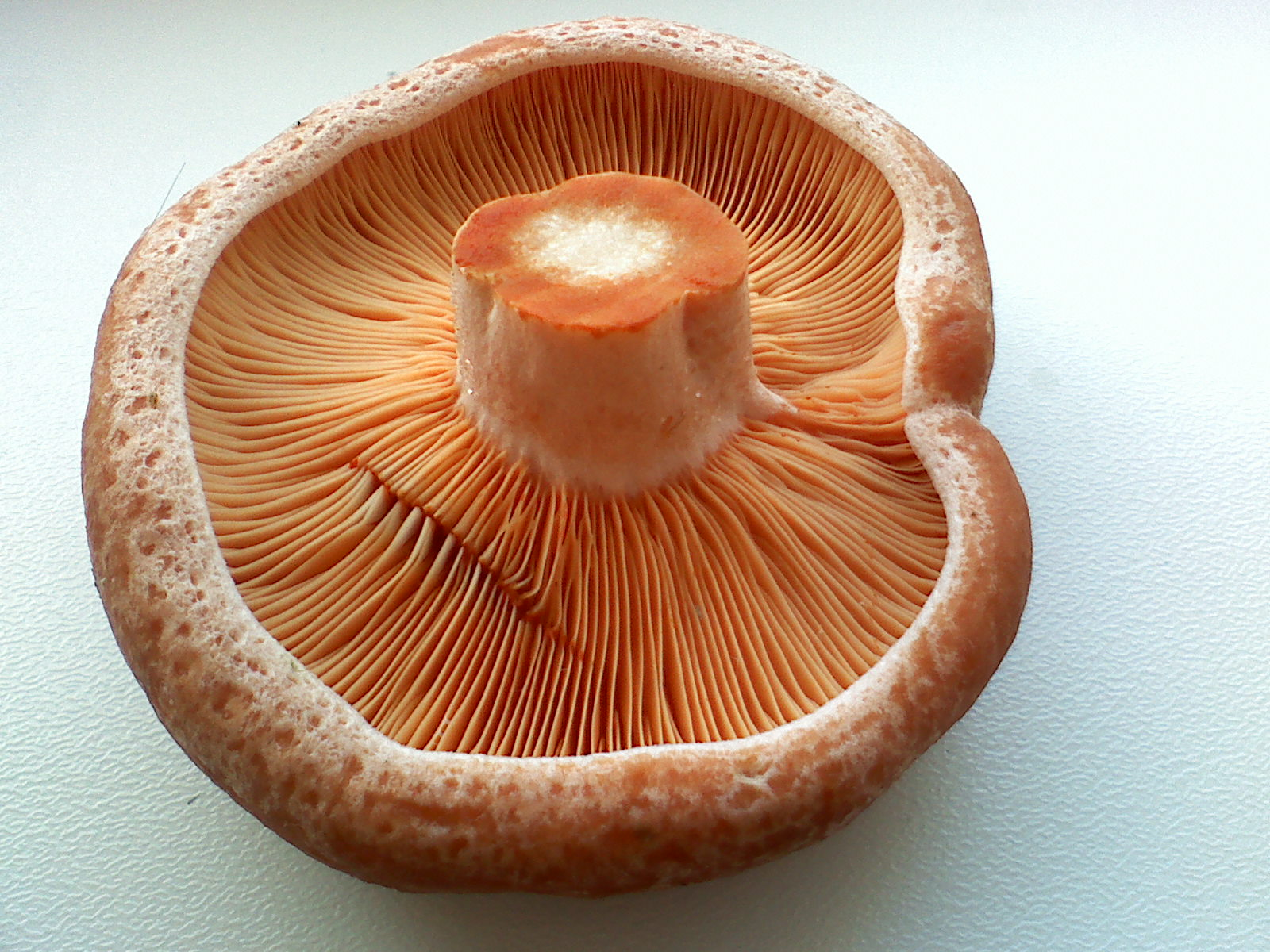
Parte inferior del sombrero

Su pie es ahuecado y corto, más o menos cilíndrico o estrechado un poco en la base. De estructura granulosa: macizo de muy joven, después tiene zonas huecas sin dejar de ser resistente. Es del color del sombrero pero más pálido, con algunos hoyitos superficiales de color más intenso. Suele tener parásitos y entonces se hace frágil. El sombrero suele oscilar entre los 4 y 16 cm de diámetro y su color anaranjado se ve modificado por círculos concéntricos de tonos rojizos y pálidos. En su juventud el sombrero se encuentra enrollado por sus bordes y conforme envejece se aplana para evolucionar a forma embudada. Las láminas de la cara interna son del mismo color, apretadas, finas y decurrentes. Su carne es densa y compacta, con olor suave y dulzón, el sabor en crudo es algo amargoso al final. Al corte desprende un látex de color naranja. Se oxida rápidamente, adquiriendo un color verdoso cardenillo cuando envejece o al pasar algunas horas de su recolección. Uno de sus colorantes se elimina por el riñón después de haberla comido;
La distinta valoración con respecto a su calidad culinaria puede deberse a que su sabor varía con el terreno donde crece, o a que muchas veces se toman por níscalos otras especies muy parecidas o se aprovechan ejemplares con muchas zonas de color verdoso por ser viejos, estar maltratados o, lo más frecuente, que están o estuvieron parasitados.

## Hábitat
Vive formando micorrizas con diversas coníferas, especialmente del género Pinus.

## Recolección
Para la recolección de esta seta u hongo se utiliza navaja con la que se corta el tallo.También es necesario usar una cesta de mimbre o similar porque no está permitido usar bolsas de plástico ya que las esporas no caerían y se podrían extinguir.

## Comestibilidad
La seta de Lactarius deliciosus es un comestible apreciado. A menudo es consumida asada, guisada, en conserva (escabeche) o como complemento de los guisos de carne.

## Otros nombres comunes
Se le conoce por otros muchos variados nombres dependiendo de la región geográfica:
- guíscano en las sierras de Murcia, Albacete y Andalucía oriental.
- rebollón, rovellón, mizclo o fongo royo en Aragón y Comunidad Valenciana.
- rebollón, rebolló, rovelló en Castellón Comunidad Valenciana.
- hongo royo, rebochuelo, níscalo en el Valle de Roncal (Navarra).
- reboñuelo en el Valle del Alto Linares en Teruel (Aragón).
- níscaro, lactouro o fungo da muña en Galicia.
- esne gorri o ziza gorri en el País Vasco.
- pinetell o "rovelló" en Cataluña.
- pebràs en el Valle de Albaida y las Pitiusas.
- esclatasang en Baleares (aunque esta es otra variedad) y, entre otras, las comarcas de la Safor, l'Alcoià y el Comtat (Comunidad Valenciana.).
- callampa rosada en Chile.
- pebrazo en el área valenciana del Macizo del Caroig (Comarcas del Valle de Ayora y La Canal de Navarrés).
- hongo delicioso y también "hongo catalán" en Uruguay.
- níscalo el la zona costera de la provincia de Buenos Aires, Argentina.
- mícula en la sierra de la Demanda y comarca de Pinares.
- Nícalo en la provincia de Valladolid
- Nícola en la comarca de Almazan, provincia de Soria

## Posibles confusiones

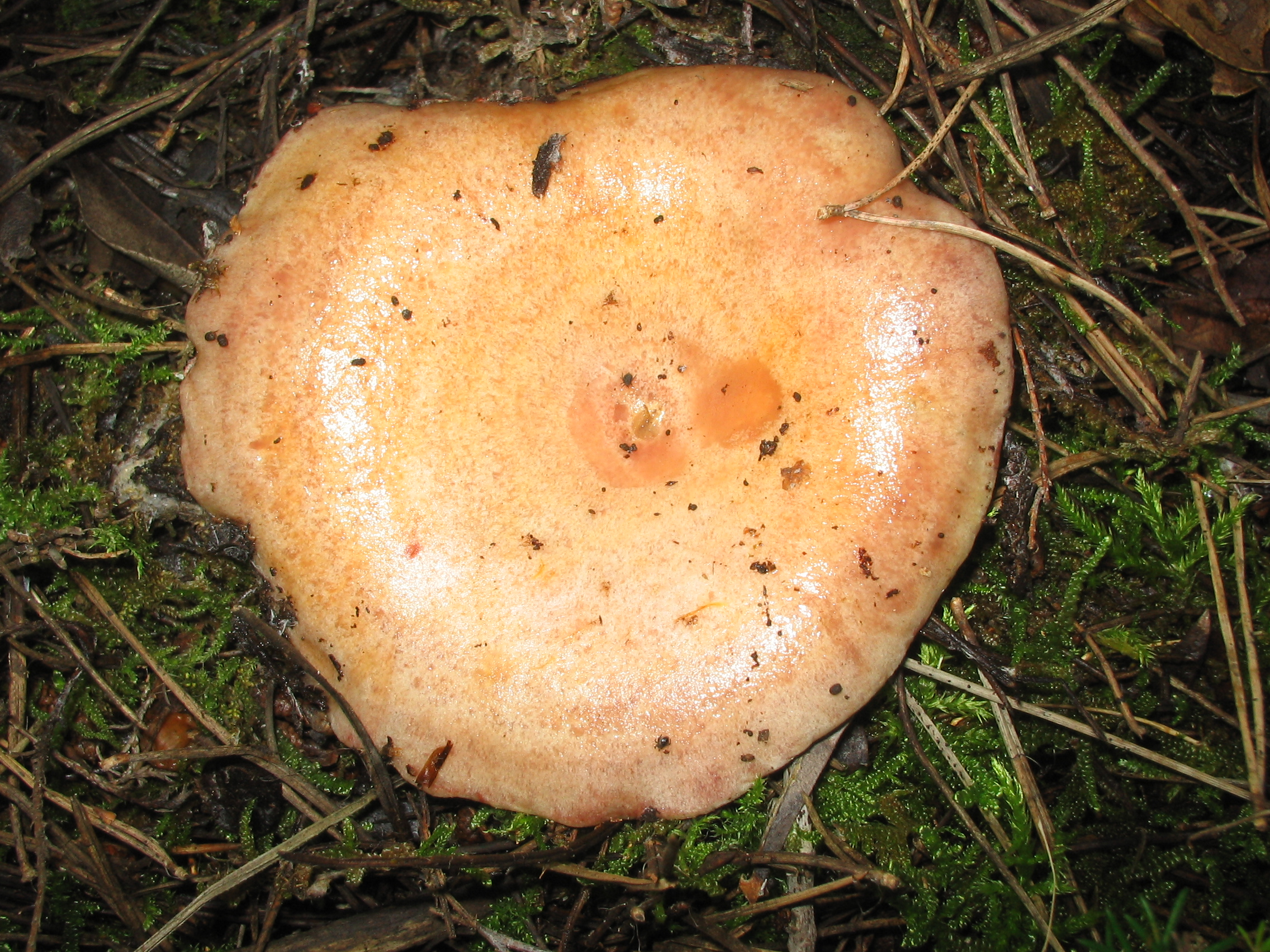
Lactarius deliciosus de la Sierra de Tramontana en Mallorca.

Se puede confundir con el falso níscalo (Lactarius torminosus), también con el comestible y muy apreciado Lactarius sanguifluus  (sombrero de color más apagado y látex color rojizo). 

## Cultura
Un fresco de la ciudad romana de Herculano parece representar a Lactarius Deliciosus y es una de las primeras obras de arte que ilustran un hongo.